# Konguta
Konguta (em estoniano:  Konguta vald) é um município rural estoniano localizado na região de Tartumaa.